# دهن الخنزير
دهن الخنزير هو الدهون الناتجة من حيوان الخنزير، وهي دهون بيضاء شبه لينة مشتقة من الأجزاء الدهنية من الخنزير، وبها نسبة عالية من الأحماض الدهنية المشبعة، ويُستخدم دهن الخنزير في العديد من المأكولات في الطبخ، ويستخدم أيضًا مع الخبز مماثلاً للزبدة، ويستخدم في النقانق وفي إعداد المعجنات، وقد بدأ هذا النوع من الدهون يفقد انتشاره في المأكولات الغربية مقابل الزيوت النباتية، ولكن العديد من الطهاة والخبازين لا زالوا يفضلونه على غيره من الدهون في بعض الاستخدامات، وهو من المحرمات في اليهودية والإسلام.

## التاريخ
يُعد دهن الخنزير من المكونات المهمة في الطبخ والخبز عند الشعوب التي لا تُحَرِّم الخنزير.
خلال القرن التاسع عشر كان دهن الخنزير يستخدم على نحو مماثل للزبدة في أمريكا الشمالية والعديد من الدول الأوروبية. وظل له نفس الشعبية مثل الزبدة في أوائل القرن العشرين، وكان يستخدم على نطاق واسع كبديل عن الزبدة أثناء الحرب العالمية الثانية. ولأنه كان متاحاً بسهولة كمنتج ثانوي في إنتاج لحم الخنزير، فقد كان دهن الخنزير أرخص من معظم الزيوت النباتية، وكان شائع الاستخدام حتى جاءت الثورة الصناعية وأنتجت الزيوت النباتية التي أصبحت أكثر شيوعا وبأسعار معقولة. وصار من الممكن استخدام الدهون النباتية في الخبز وفي استخدامات أخرى كبديل للدهون الصلبة.

### تكوينه

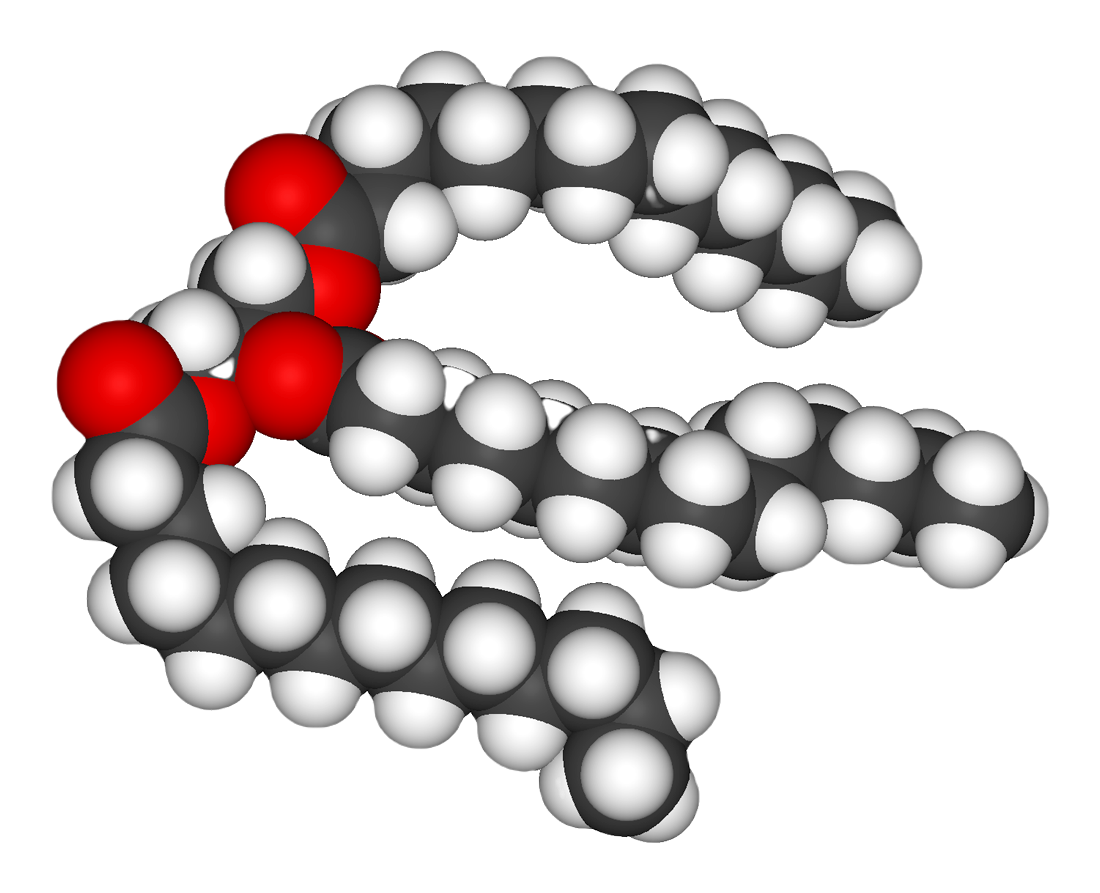
جزيء الدهون الثلاثية هو المكون الرئيسي لدهن الخنزير.

### المقارنة مع غيره من الدهون
| نوع من الدهون                  | مجموع الدهون (غرام) | الدهون المشبعة (ز) | أحاديةغير المشبعة الدهون (غرام) | الدهون عديدة اللاتشبع (ز) | نقطة الدخان ‏                       |
| ------------------------------ | ------------------- | ------------------ | ------------------------------- | ------------------------- | ---------------------------------- |
| زيت عباد الشمس                 | 100                 | 11                 | 20                              | 69                        | 225 درجة مئوية (437 °F)            |
| زيت عباد الشمس (عالية الأوليك) | 100                 | 12                 | 84                              | 4                         |                                    |
| زيت فول الصويا                 | 100                 | 16                 | 23                              | 58                        | 257 درجة مئوية (495 درجة فهرنهايت) |
| زيت الكانولا                   | 100                 | 7                  | 63                              | 28                        | 205 درجة مئوية (401 درجة فهرنهايت) |
| زيت الزيتون                    | 100                 | 14                 | 73                              | 11                        | 190 درجة مئوية (374 °F)            |
| زيت الذرة                      | 100                 | 15                 | 30                              | 55                        | 230 درجة مئوية (446 °F)            |
| زيت الفول السوداني             | 100                 | 17                 | 46                              | 32                        | 225 درجة مئوية (437 °F)            |
| زيت نخالة الأرز                | 100                 | 25                 | 38                              | 37                        | 250 درجة مئوية (482 درجة فهرنهايت) |
| الخضار تقصير (المهدرجة)        | 71                  | 23                 | 8                               | 37                        | 165 درجة مئوية (329 °F)            |
| دهن الخنزير                    | 100                 | 39                 | 45                              | 11                        | 190 درجة مئوية (374 °F)            |
| الشحم                          | 94                  | 52                 | 32                              | 3                         | 200 درجة مئوية (392 درجة فهرنهايت) |
| الزبدة                         | 81                  | 51                 | 21                              | 3                         | 150 °C (302 درجة فهرنهايت)         |
| زيت جوز الهند                  | 100                 | 86                 | 6                               | 2                         | 177 درجة مئوية (351 درجة فهرنهايت) |

## استهلاك دهن الخنزير
وقد نشرت IndexBox تقريراً عام 2019 ، وفيما يلي ملخص للنتائج الأساسية التي توصل إليها التقرير.
بلغت إيرادات سوق دهن الخنزير العالمية 15.7 مليار دولار في عام 2018، حيث قفزت بنسبة 2.9٪ مقارنة بالعام السابق. ويعكس هذا الرقم مجموع إيرادات المنتجين والمستوردين (باستثناء تكاليف الخدمات اللوجستية، وتكاليف التسويق بالتجزئة، وهوامش تجار التجزئة، التي ستدرج في السعر الاستهلاكي النهائي). ارتفعت القيمة السوقية بمعدل سنوي متوسط بلغ +2.1% من 2012 إلى 2018. بقي نمط الاتجاه مستقرًا نسبيًا، مع تقلبات ملحوظة إلى حد ما الفترة التي تم تحليلها. وقد سجل معدل النمو الأبرز في عام 2017 عندما ارتفعت القيمة السوقية بنسبة 6.6٪ عن العام السابق. خلال الفترة قيد الاستعراض، حققت سوق شحم الخنزير العالمي مستوى الرقم الذروة في عام 2018 ومن المتوقع أن تحتفظ بنموها في المستقبل القريب.

### الاستهلاك حسب البلد
وكانت الصين هي البلد الذي يستحوذ على أكبر كمية من استهلاك دهن الخنزير (2.6 مليون طن)، وهو ما يمثل 40 في المائة من إجمالي الاستهلاك. وعلاوة على ذلك، تجاوز استهلاك دهن الخنزير في الصين الأرقام المسجلة في ألمانيا، ثاني أكبر مستهلك في العالم، (615 ألف طن)، أربعة أضعاف. واحتلت البرازيل (478 ألف طن) المرتبة الثالثة من حيث الاستهلاك الإجمالي بحصة 7.3 في المائة
وفي 2012 إلى 2018، بلغ متوسط معدل النمو السنوي لحجم التداول في الصين 2.2%. وفي البلدان الأخرى، كان متوسط المعدلات السنوية على النحو التالي: ألمانيا (+0.7 في المائة سنويا) والبرازيل (+1.3 في المائة سنويا).
من حيث القيمة، الصين (11.1B دولار) تصدرت السوق، وحدها. واحتلت روسيا المركز الثاني في الترتيب (1 مليار دولار). وتلتها البرازيل.
وكانت البلدان التي اُستُخدِمت فيها أعلى مستويات استهلاك الفرد من شحم الخنزير في عام 2018 هي بلجيكا (397 12 كيلوغراما لكل 000 1 شخص)، وألمانيا (481 7 كيلوغراما لكل 000 1 شخص)، وكندا (662 4 كيلوغراما لكل 000 1 شخص).
وفي فترة 2012-2018، حققت روسيا أبرز معدل نمو من حيث استهلاك الفرد من دهن الخنزير، من بين البلدان المستهلكة الرئيسية، في حين شهد قادة العالم الآخرون خطوات نمو أكثر تواضعاً.

### توقعات السوق 2019-2025
ومن المتوقع ان تواصل السوق العالمية، مدفوعة بالطلب المتزايد على شحم الخنزير في الصين ، اتجاه استهلاكي تصاعدي خلال فترة السبع سنوات القادمة. ومن المتوقع أن يحافظ أداء السوق على نمط الاتجاه الحالي، حيث التوسع مع معدل نمو سنوي متوقع يبلغ +1.6٪ لفترة السنوات السبع من 2018 إلى 2025، والتي من المتوقع أن تصل حجم السوق إلى 7.3 مليون طن بحلول نهاية عام 2025.

### الإنتاج 2007-2018
بلغ إجمالي إنتاج شحم الخنزير العالمي 6.5 مليون طن في عام 2018، بزيادة قدرها 2٪ مقارنة بالعام السابق. وزاد حجم الناتج الإجمالي بمعدل سنوي بلغ +1.6 في المائة خلال الفترة من 2012 إلى 2018؛ ظل نمط الاتجاه مستقرًا نسبيًا، مع وجود تقلبات ملحوظة إلى حد ما يتم ملاحظتها طوال الفترة التي تم تحليلها. وقد سجل معدل النمو الأبرز في عام 2017 بزيادة قدرها 2.5% مقارنة بالعام السابق. بلغ إنتاج شحم الخنزير العالمي ذروته في عام 2018 ومن المتوقع أن يحافظ على نموه على المدى القريب.
من حيث القيمة، بلغ إنتاج شحم الخنزير 15.6 مليار دولار في عام 2018 مقدرة بأسعار التصدير. وقد زادت قيمة الناتج الإجمالية بمعدل سنوي متوسط قدره +2.0 في المائة خلال الفترة من 2012 إلى 2018؛ ظل نمط الاتجاه مستقرًا نسبيًا، مع تقلبات طفيفة فقط طوال الفترة التي تم تحليلها. وقد سُجل أبرز معدل نمو في عام 2017 بزيادة قدرها 11% مقارنة بالعام السابق. بلغ إنتاج دهن الخنزير العالمي ذروته في عام 2018 ومن المرجح أن يستمر في نموه في المستقبل القريب.

### الإنتاج حسب البلد
وكانت الصين هي البلد التي تعَد أكبر إنتاج لشحم الخنزير (2.6 مليون طن)، وهو ما يمثل 39 في المائة من إجمالي الإنتاج. وعلاوة على ذلك، تجاوز إنتاج شحم الخنزير في الصين الأرقام المسجلة في ألمانيا، ثاني أكبر منتج في العالم، (653 ألف طن)، أربعة أضعاف. واحتلت البرازيل المركز الثالث في هذا الترتيب (481 ألف طن)، بحصة بلغت 7.4 في المائة.
وفي الصين، توسع إنتاج دهن الخنزير بمعدل سنوي بلغ +2.3% خلال الفترة من 2012-2018. وفي البلدان الأخرى، كان متوسط المعدلات السنوية على النحو التالي: ألمانيا (+0.6 في المائة سنويا) والبرازيل (+1.3 في المائة سنويا).

### الصادرات 2007-2018
في عام 2018، تم تصدير نحو 243 ألف طن من دهن الخنزير في جميع أنحاء العالم؛ قفز بنسبة 9.2٪ مقابل العام السابق، لا تزال صادرات دهن الخنزير تشير إلى نمط ثابت نسبيا. وقد سُجل هذا المعدل الأكثر بروزاً في عام 2015 بزيادة قدرها 11% على مدار الساعة. وبلغت الصادرات العالمية ذروتها في عام 2018، ومن المرجح أن تواصل نموها في المستقبل القريب.
من حيث القيمة، بلغت صادرات دهن الخنزير 220 مليون دولار(تقديرات IndexBox)في عام 2018. وبصفة عامة، لا تزال صادرات دهن الخنزير تشير إلى حدوث نكسة طفيفة. وقد سُجل أبرز معدل نمو في عام 2017 عندما زادت الصادرات بنسبة 26% على مدار الساعة. وبلغت الصادرات العالمية ذروتها في عام 2012 حيث بلغت 241 مليون دولار؛ وبلغت 24 مليون دولار في عام 2012. ومع ذلك، في 2013-2018، فشلت الصادرات في استعادة زخمها.

### الصادرات حسب البلد
ومثلت ألمانيا (46 ألف طن) وإسبانيا (45 ألف طن) وبلجيكا (35 ألف طن) ما يقرب من 52% من إجمالي صادرات دهن الخنزير في عام 2018. وتأتي الولايات المتحدة (17 ألف طن) في المرتبة التالية من حيث إجمالي الصادرات بنسبة 6.9٪، تليها هولندا (5.7٪) وإيطاليا (5.3٪) والنمسا (5%). وفرنسا (10645 طنا) وكندا (9206 طنا) والدانمارك (849 7 طنا) وبولندا (002 7 طن) والبرتغال (028 4 طنا) حصة طفيفة من مجموع الصادرات.
وفي فترة 2012-2018، حققت البرتغال أبرز معدل نمو من حيث الصادرات، من بين البلدان المصدرة الرئيسية، في حين شهد قادة العالم الآخرون خطوات نمو أكثر تواضعاً.
ومن حيث القيمة، بدت إسبانيا (57 مليون دولار) وألمانيا (31 مليون دولار) وبلجيكا (23 مليون دولار) البلدان التي شهدت أعلى مستويات الصادرات في عام 2018، حيث تضم مجتمعة 50% من الصادرات العالمية. وتخلفت الولايات المتحدة وإيطاليا وهولندا وكندا وبولندا وفرنسا والنمسا والدانمارك والبرتغال إلى حد ما.
وفيما يتعلق بالبلدان المصدرة الرئيسية، شهدت البرتغال أعلى معدلات نمو فيما يتعلق بالصادرات على مدى السنوات الست الماضية، بينما شهد قادة العالم الآخرون معدلات نمو أكثر تواضعا.

### أسعار التصدير حسب الدولة
وفي عام 2018، بلغ متوسط سعر تصدير دهن الخنزير 902 دولار للطن، لينخفض بنسبة -4.1% مقارنة بالعام السابق .ما زال سعر تصدير دهن الخنزير يشير إلى هبوط معتدل. وقد سُجل معدل النمو الأبرز في عام 2017 عندما ارتفع متوسط سعر الصادرات بنسبة 15% مقارنة بالعام السابق. وبلغ سعر الصادرات العالمية ذروته في عام 2012 حيث بلغ 027 1 دولاراً للطن؛ ومع ذلك، في 2013-2018، فشلت أسعار الصادرات في استعادة زخمها.
وتختلف الأسعار بشكل ملحوظ حسب بلد المنشأ؛ وكانت بولندا هي البلد الذي حصل على أعلى سعر (359 1 دولاراً للطن)، في حين كانت النمسا (452 دولاراً للطن) من بين أدنى البلدان.
وفي 2012-2018، حققت الولايات المتحدة أبرز معدل نمو من حيث الأسعار، في حين شهد قادة العالم الآخرون اتجاهات متباينة في أرقام أسعار الصادرات.

### الواردات 2007-2018
وبلغت الواردات العالمية 223 ألف طن في عام 2018، بزيادة قدرها 8.2% عن العام السابق. وزاد إجمالي حجم الواردات بمعدل سنوي بلغ +1.3% في المتوسط من 2012 إلى 2018؛ وظل نمط الاتجاه مستقر نسبياً، مع تسجيل تقلبات ملحوظة إلى حد ما في سنوات معينة. وكانت وتيرة النمو هي الأكثر سرعة في عام 2015 مع زيادة قدرها 11٪ y-o-y. وفي ذلك العام، بلغت واردات شحم الخنزير العالمية ذروتها البالغة 236 ألف طن. وفي فترة 2016-2018، ظل نمو الواردات العالمية من شحم الخنزير عند مستوى أقل إلى حد ما.
من حيث القيمة، بلغ إجمالي واردات شحم الخنزير 194 مليون دولار (تقديرات IndexBox)في عام 2018. وبصفة عامة، لا تزال واردات شحم الخنزير تشير إلى انخفاض معتدل. وبدت وتيرة النمو الأكثر سرعة في عام 2017 مع زيادة بنسبة 11٪ على مدار الساعة. وخلال الفترة قيد الاستعراض، بلغت واردات دهن الخنزير العالمية ذروتها في عام 2012 حيث بلغت 227 مليون دولار؛ ومع ذلك، في فترة 2013-2018، ظلت الواردات عند مستوى أقل.

### الواردات حسب البلد
في عام 2018، كانت إسبانيا (50 ألف طن)، تليها هولندا (26 ألف طن)، والمكسيك (20 ألف طن)، وسلوفاكيا (18 ألف طن)، والدانمارك (16 ألف طن)، وفرنسا (11 ألف طن) المستوردين الرئيسيين لـ دهن الخنزير، وحققت مجتمعة 63% من إجمالي الواردات. وتليها بلجيكا (9,105 طن) والمملكة المتحدة (7,294 طن) وألمانيا (7,042 طن) والولايات المتحدة (6,910 طن) والبرتغال (6,763 طن) والفلبين (5,311 طن) بفارق كبير عن القادة.
وفي فترة 2012-2018، حققت الفلبين أبرز معدل نمو من حيث الواردات، من بين البلدان المستوردة الرئيسية، في حين شهد قادة العالم الآخرون خطوات نمو أكثر تواضعاً.
ومن حيث القيمة، كانت إسبانيا (41 مليون دولار) والمكسيك (22 مليون دولار) وهولندا (18 مليون دولار) هي البلدان التي سجلت أعلى مستويات الواردات في عام 2018، حيث بلغت حصتها مجتمعة 42٪ من الواردات العالمية. وتراجعت الدانمارك وبلجيكا وفرنسا والولايات المتحدة والمملكة المتحدة وألمانيا وسلوفاكيا والبرتغال والفلبين إلى حد ما.
وشهدت سلوفاكيا أعلى معدل نمو للواردات، من حيث البلدان المستوردة الرئيسية على مدى فترة السنوات الست الماضية، في حين شهد قادة العالم الآخرون خطوات نمو أكثر تواضعاً.

### أسعار الاستيراد حسب البلد
في عام 2018 ، بلغ متوسط سعر استيراد دهن الخنزير 870 دولارًا للطن، وهو ما كان تقريبًا في العام السابق. وبصفة عامة، لا يزال سعر استيراد دهن الخنزير يشير إلى انخفاض واضح. وظهرت وتيرة النمو الأكثر سرعة في عام 2017 عندما ارتفع متوسط سعر الواردات بنسبة 13٪ على مدار الساعة. وخلال الفترة قيد الاستعراض، بلغ متوسط أسعار الواردات من دهن الخنزير ذروته حيث بلغ 100 1 دولار للطن في عام 2012؛ ومع ذلك، في 2013-2018، فشلت أسعار الواردات في استعادة زخمها.
وتختلف الأسعار بشكل ملحوظ حسب كل بلد، وكانت الولايات المتحدة هي البلد الذي حصل على أعلى سعر (1157 دولاراً للطن)، في حين كانت الفلبين (131 دولاراً للطن) من بين أدنى البلدان.
وفي فترة 2012-2018، حققت الدنمارك أبرز معدل نمو من حيث الأسعار، في حين شهد القادة العالميون الآخرون اتجاهات متباينة في أرقام أسعار الواردات.